# Diospyros conzattii
Diospyros conzattii är en tvåhjärtbladig växtart som beskrevs av Paul Carpenter Standley. Diospyros conzattii ingår i släktet Diospyros och familjen Ebenaceae. Inga underarter finns listade i Catalogue of Life.